# Gachas de panizo
Las gachas de panizo (también, gachas de maíz), son una comida típica, aunque no exclusiva del Rincón de Ademuz, provincia de Valencia, (Comunidad Valenciana, España).

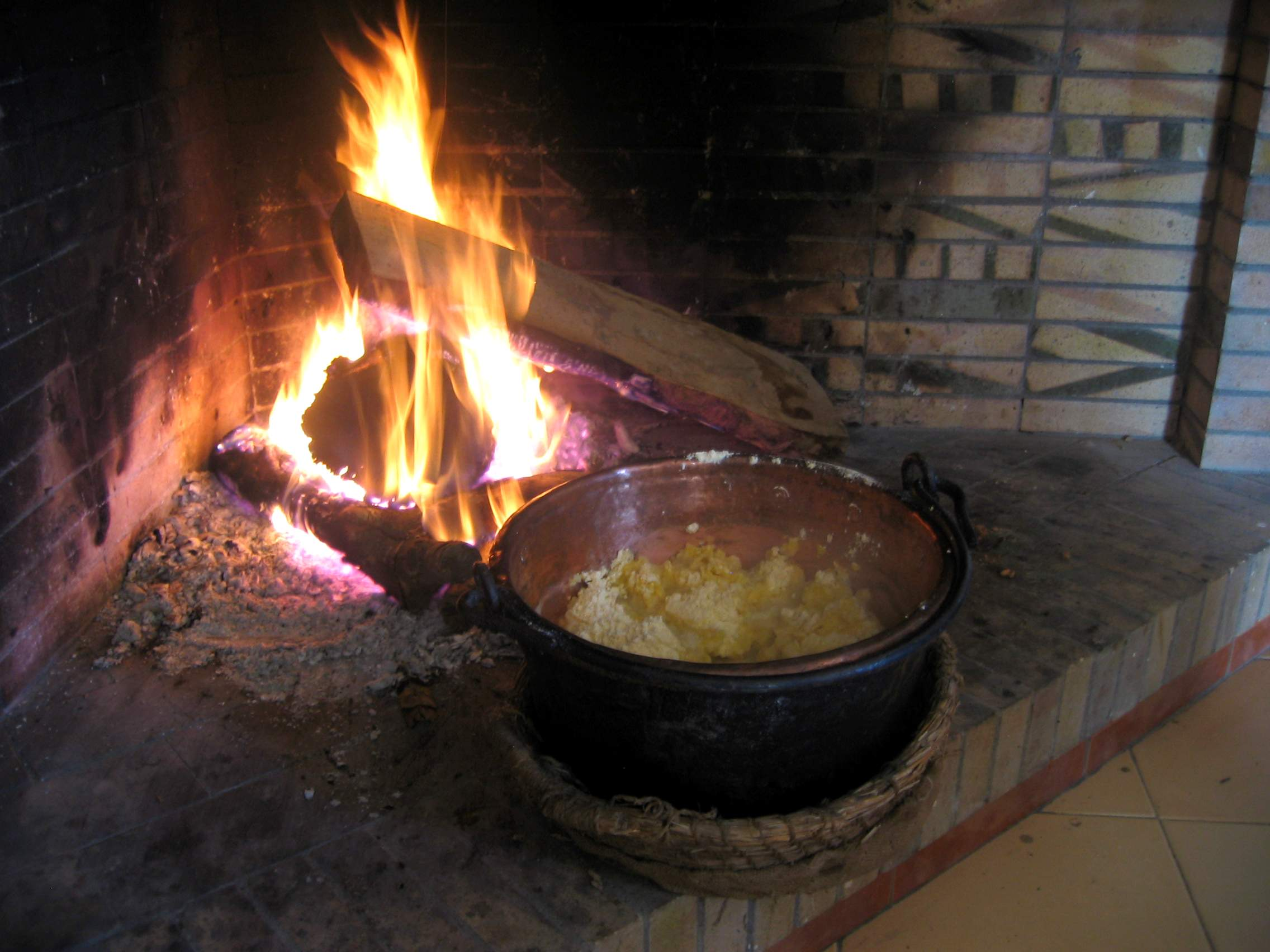
Gachas de panizo en caldero de cobre, antes de remover.

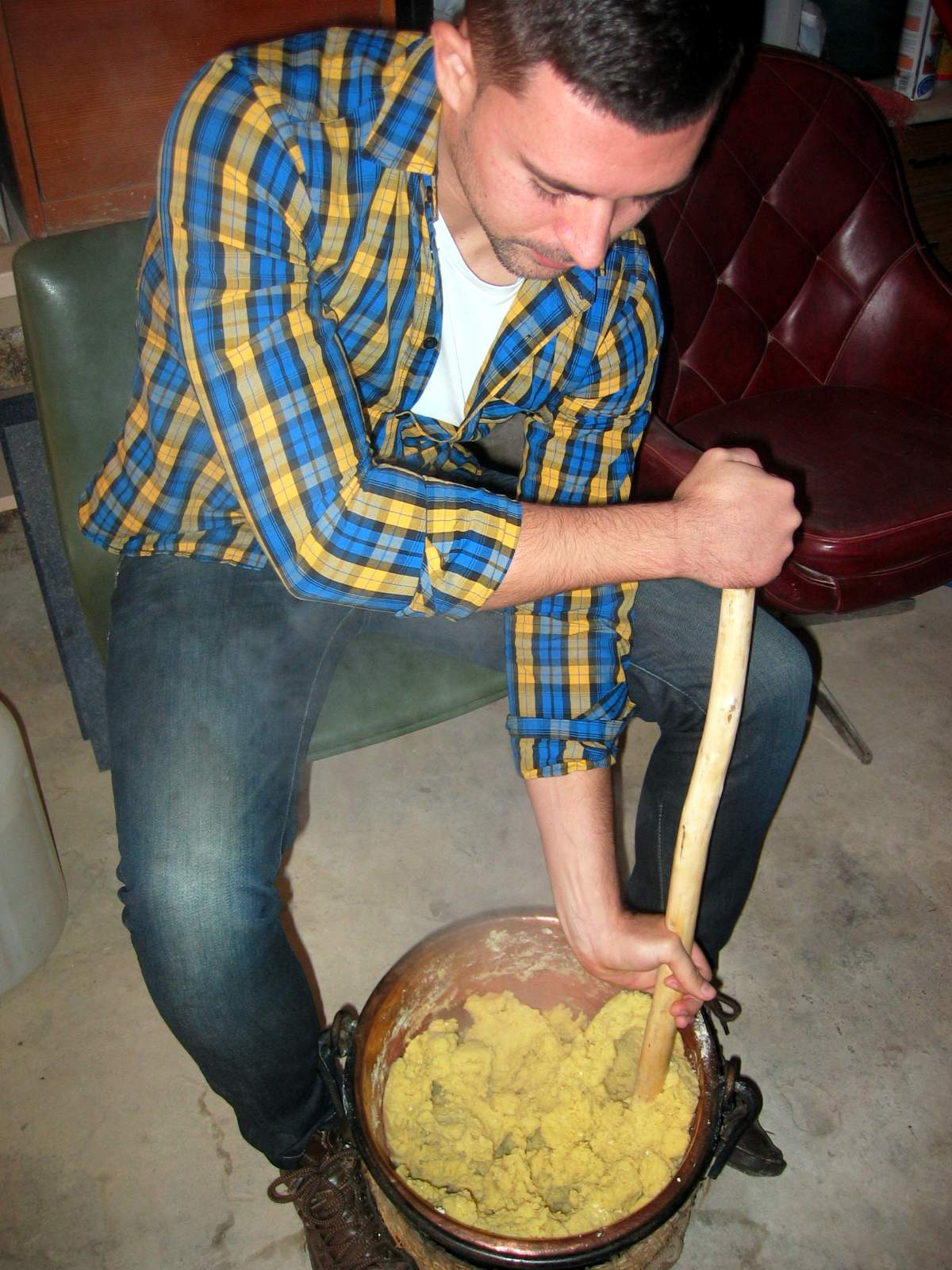
Gachas de panizo en caldero de cobre, removiendo la masa.

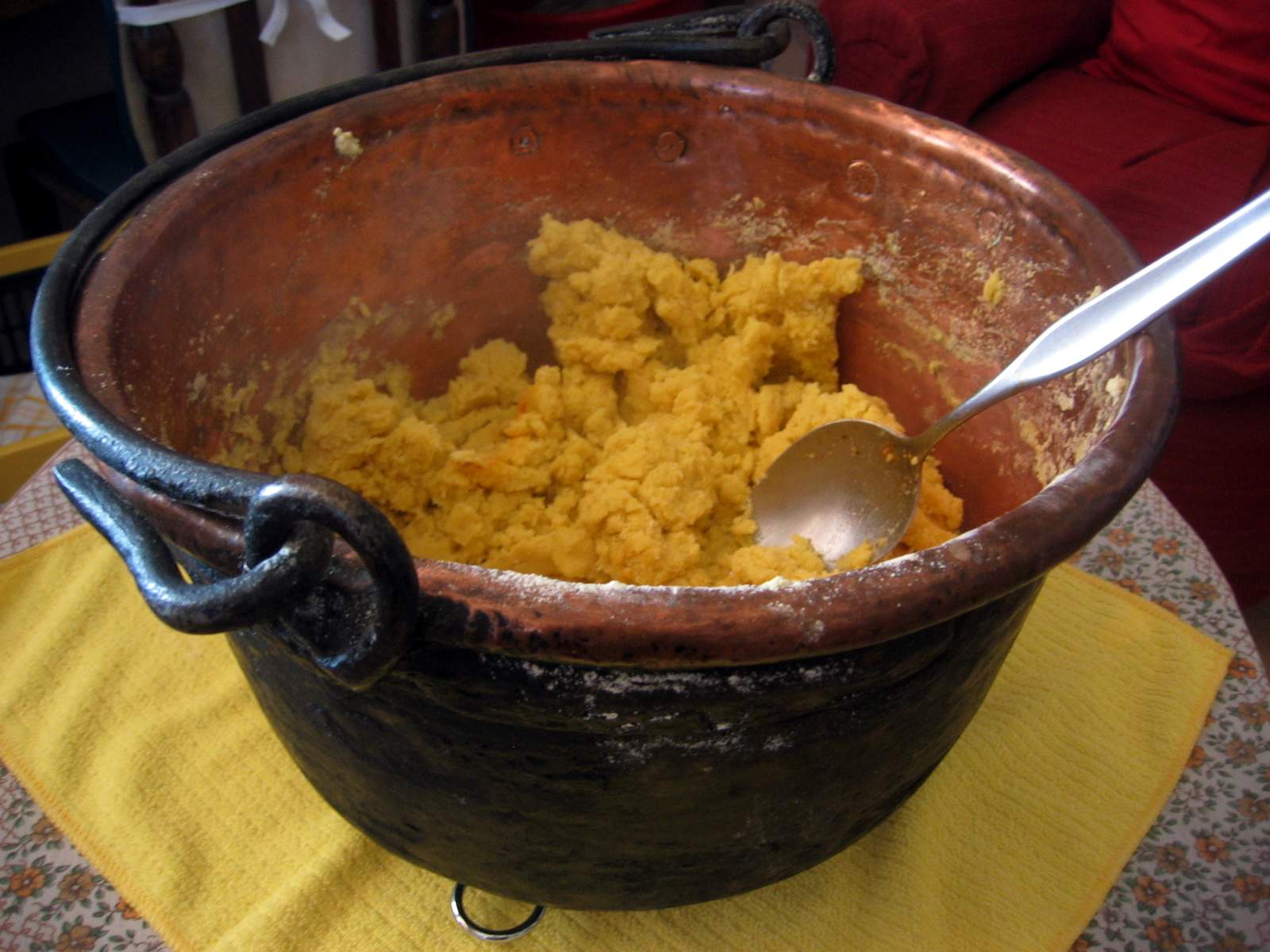
Gachas de panizo en caldero de cobre, ya removidas.

Como toda comida tradicional, y de condición cultural, las gachas superan el ámbito administrativo y geográfico comarcal pudiendo encontrarse también en zonas limítrofes de Cuenca y Teruel, aunque con variantes.

## Historia
Las gachas de panizo se basan en la harina de maíz (Zea mays), cereal de cuya existencia en la zona ya da cuenta el botánico Cavanilles durante su estancia en la zona a finales del siglo XVIII (1792).
No existen noticias históricas documentales referentes a las gachas de maíz, aunque los testimonios recogidos dicen que desde finales del siglo XIX y durante todo el siglo XX han sido un plato común entre las gentes de la comarca: los padres y abuelos de los vecinos más ancianos del Rincón de Ademuz ya comían este tipo de gachas.
La primera receta culinaria escrita la recoge una guía gastronómica valenciana (1977), vinculada a Torrebaja (Valencia), aunque la fórmula trasciende lo local.

## Características
El guiso tradicional consiste en un cocimiento de harina de maíz (aunque también puede hacerse mezclada con harina de trigo) en un caldero de cobre, durante unos tres cuartos de hora, evitando que el hervor del agua cubra la harina en ningún momento.

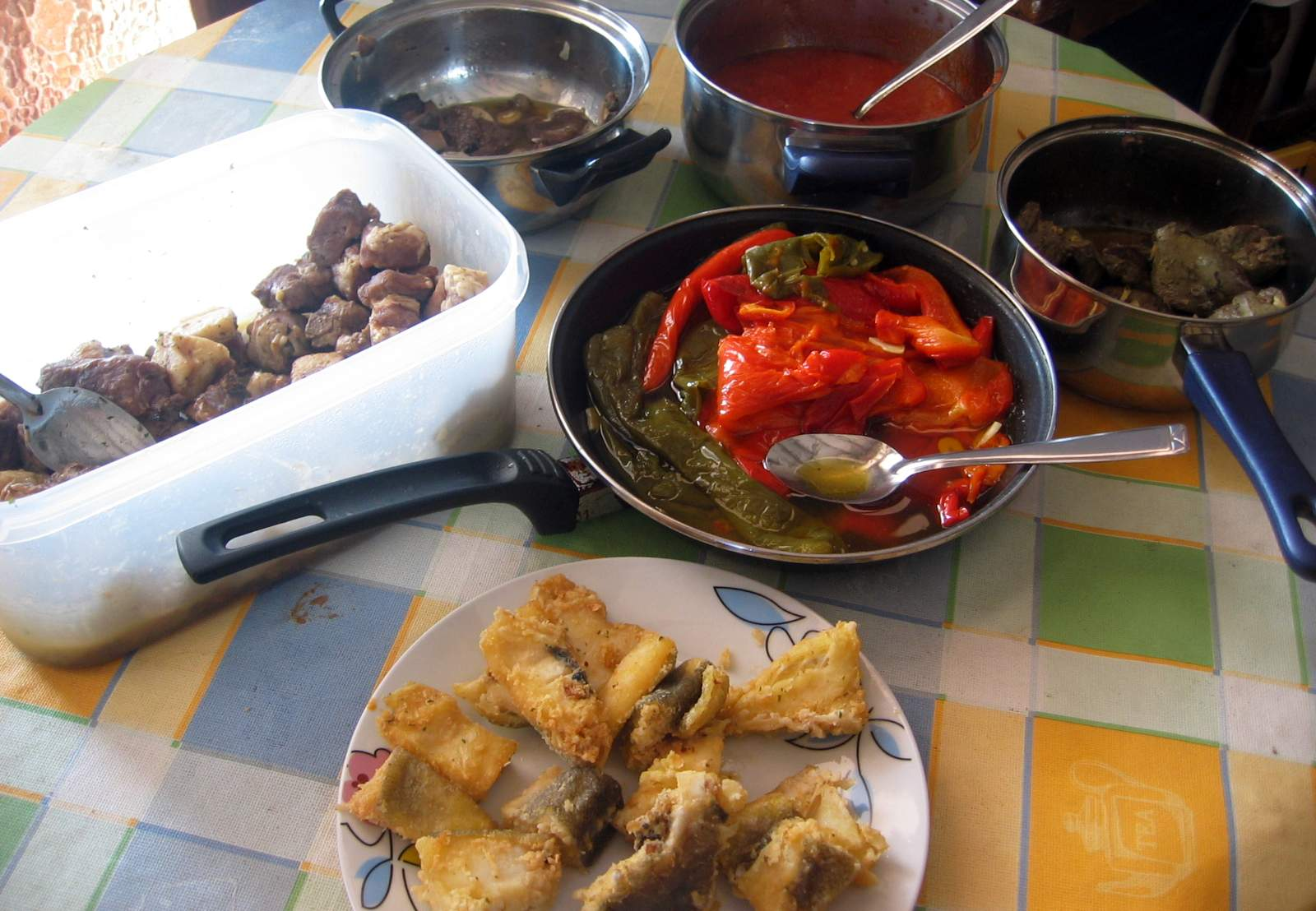
Gachas de panizo, acompañamiento de frituras.

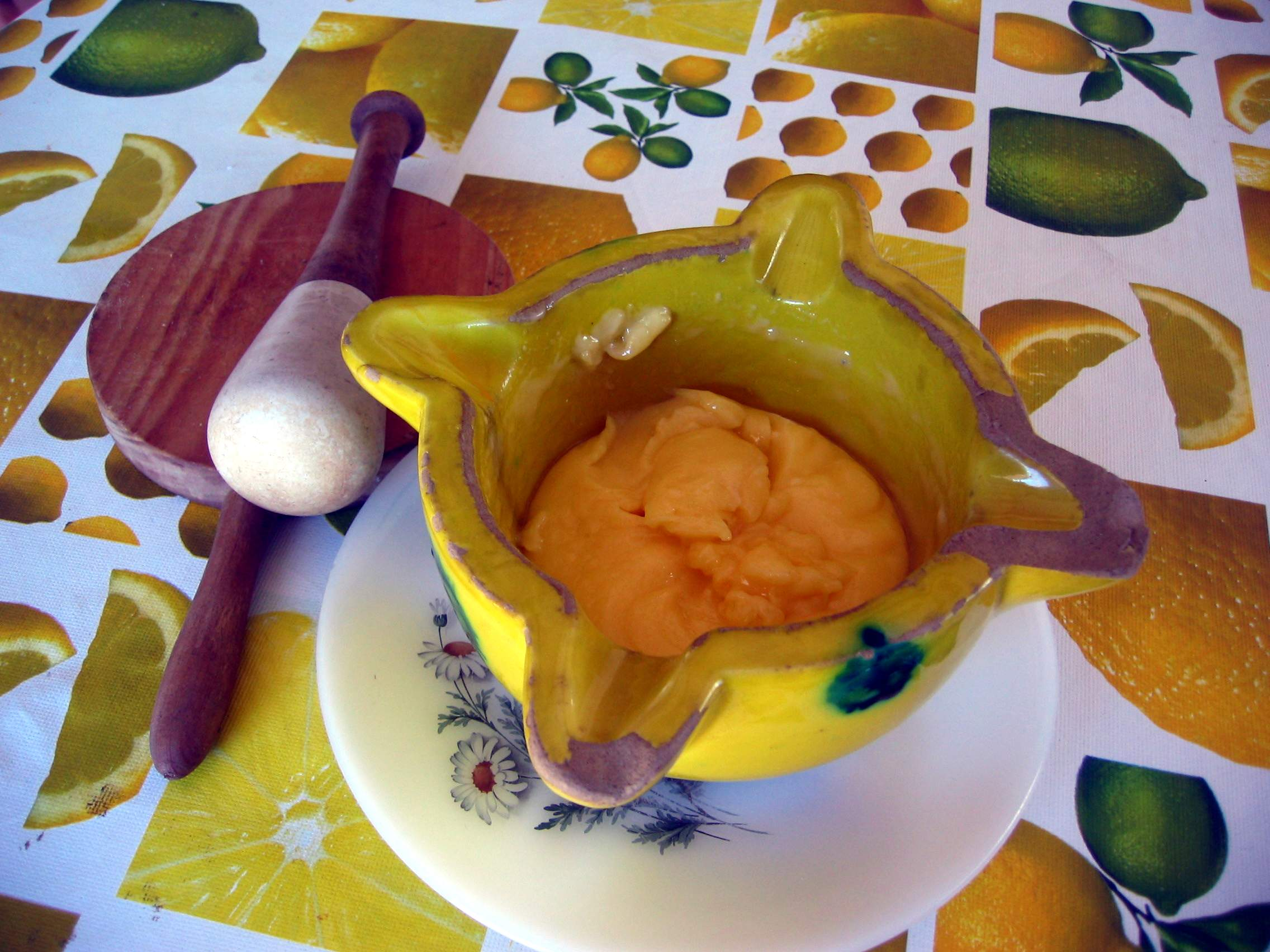
Gachas de panizo, acompañamiento de ajoaceite en mortero de barro.

### Ingredientes
- Los ingredientes básicos de las gachas de panizo son: harina de maíz, agua y sal.
- Acompañamiento cárnico: pollo, conejo y carne de cerdo troceada (magras, tajadas…), caracoles, sardinas saladas, bacalao, etc.
- Acompañamiento vegetal: pimientos fritos, hongos, fritura de tomate, etc.
- Ajoaceite: salsa espesa basada en yema de huevo, ajos machacados, sal y aceite, elaborada en mortero de barro.

### Utensilios
- Los utensilios básicos para hacer unas gachas de maíz tradicionales son la trébede para poner al fuego el recipiente, el caldero de cobre, el «sitio» y el «palo de remover». La usanza antigua manda que para cocer la masa se utilice un caldero de cobre, proporcional en tamaño al número de comensales. Dado que el caldero tiene el fondo curvo, para ponerlo en el suelo hace falta un cesto a modo de pequeño escriño tejido en mimbre, cuerda de esparto o farfolla de maíz. Una vez finalizada la cocción de la harina, para removerla hace falta un palo de madera, usualmente se utiliza una rama recta de almezo (Celtis australis L.), por su resistencia y finura. Para remover la masa hace falta cierta destreza, y fuerza.

### Preparación
- La harina, colocada en cuatro montocitos sobre el agua con sal (a razón de un litro o litro y medio de agua por kilo de harina) debe cocer en el caldero entre tres cuartos y una hora, haciendo un orificio en el centro, para que respire, evitando siempre que el hervor del agua cubra la harina: cabe insistir en este detalle, ya que de cubrirse la harina no se cocería bien. Conoceremos que la harina está cocida por la densidad que adquiere el agua de la cocción y por el peculiar sonido de la ebullición.
- Una vez cocida la masa hay que sacar el caldero del fuego y ponerlo en el «sitio», removiendo la harina con el agua restante hasta conseguir una pasta homogénea. Antes de comenzar a remover la masa, sin embargo, conviene retirar parte del caldo, por si la consistencia de la gacha requiriera añadirla después, ya que si ha quedado blanda el proceso es irreversible, y añadir harina no resuelve el problema. Después de la remoción, el palo de remover se solía ofrece a los niños, para que rosigaran la masa pegada cual golosina.
- La masa de harina removida adquiere una consistencia específica, estando en su punto cuando al comerla no se pega al paladar. A continuación, puede dejarse en el caldero o servirse en platos junto con el acompañamiento cárnico y vegetal, las frituras y el indispensable ajoaceite.
- Con las gachas no se come pan, como bebida se utiliza preferentemente el vino en bota o porrón, aunque otros prefieren el vaso.

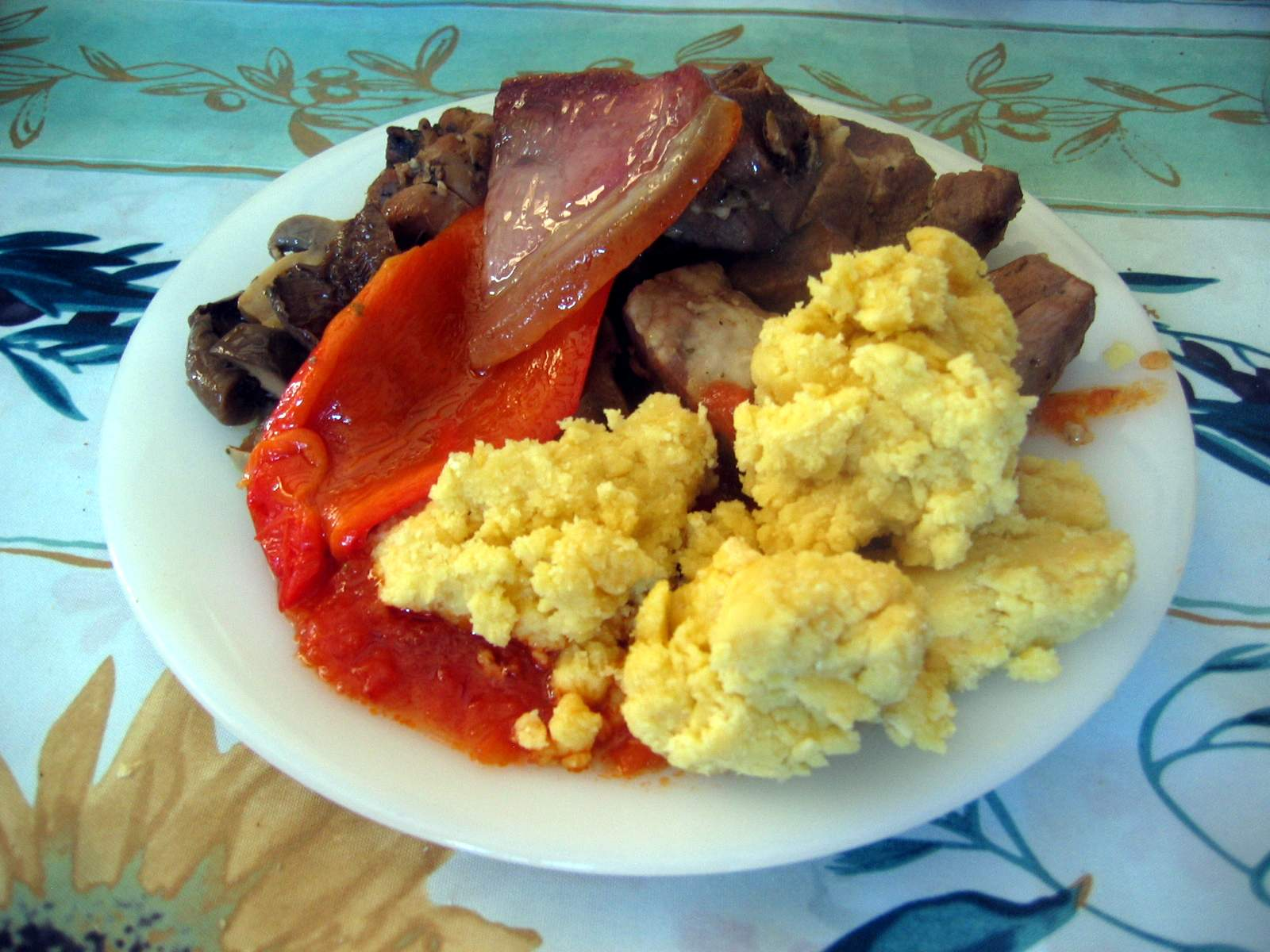
Gachas de panizo en plato, con acompañamiento de frituras.

## Usanza y tradición
Las gachas de panizo (maíz) son una comida familiar y amistosa por excelencia, la tradición aconseja comerlas en grupo directamente del caldero, con cuchara de madera, colocando el recipiente en el centro y disponiéndose los comensales alrededor. En la actualidad, sin embargo, muchos prefieren comerlas en plato, sentados a la mesa: el primer cuarto de hora se dedica a comentar el estado del guiso, mientras se saborean los primeros bocados y tragos de vino.
Se trata de una comida de invierno, aunque nada impide comerlas en cualquier otra estación, sabiendo que es una ingesta contundente. Las gachas se hacían siempre para la matanza del cerdo, y en época de labranza y siembra, pues es pitanza de hermandad, muy calórica y repartible. Hoy se come en cualquier momento –hay familias que las comen muchos domingos, como los valencianos de la costa la paella-, pero siempre en ambiente festivo y fraterno, también con ocasión de celebraciones populares y/o comunitarias. El postre de la comida de gachas se basa en frutas de la estación, si es invierno manzanas, uvas, nueces, caquis, calabaza asada, naranjas, mandarinas, etc.

## Galería

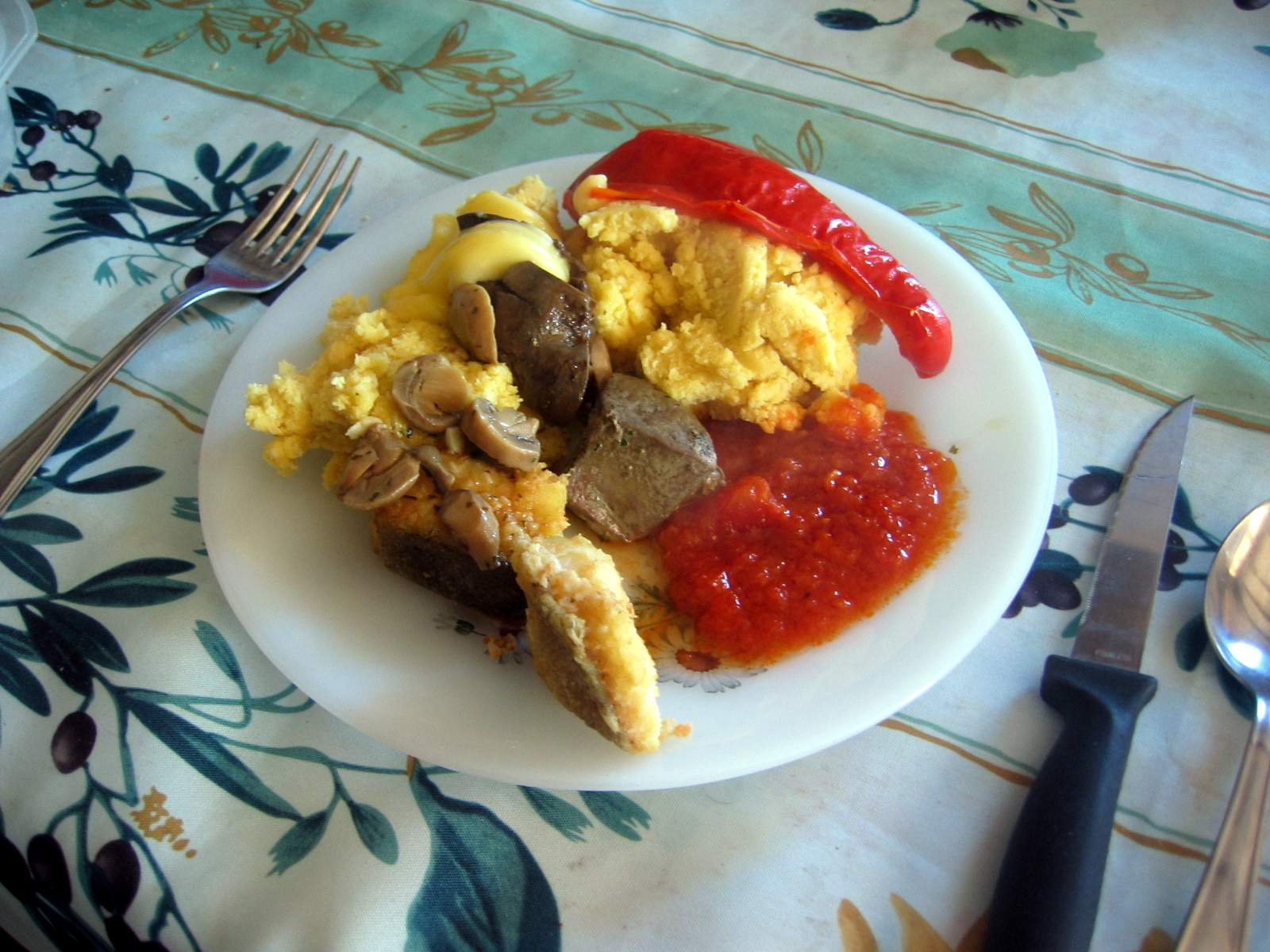
Detalle de un plato de gachas de panizo con su habitual condimento.
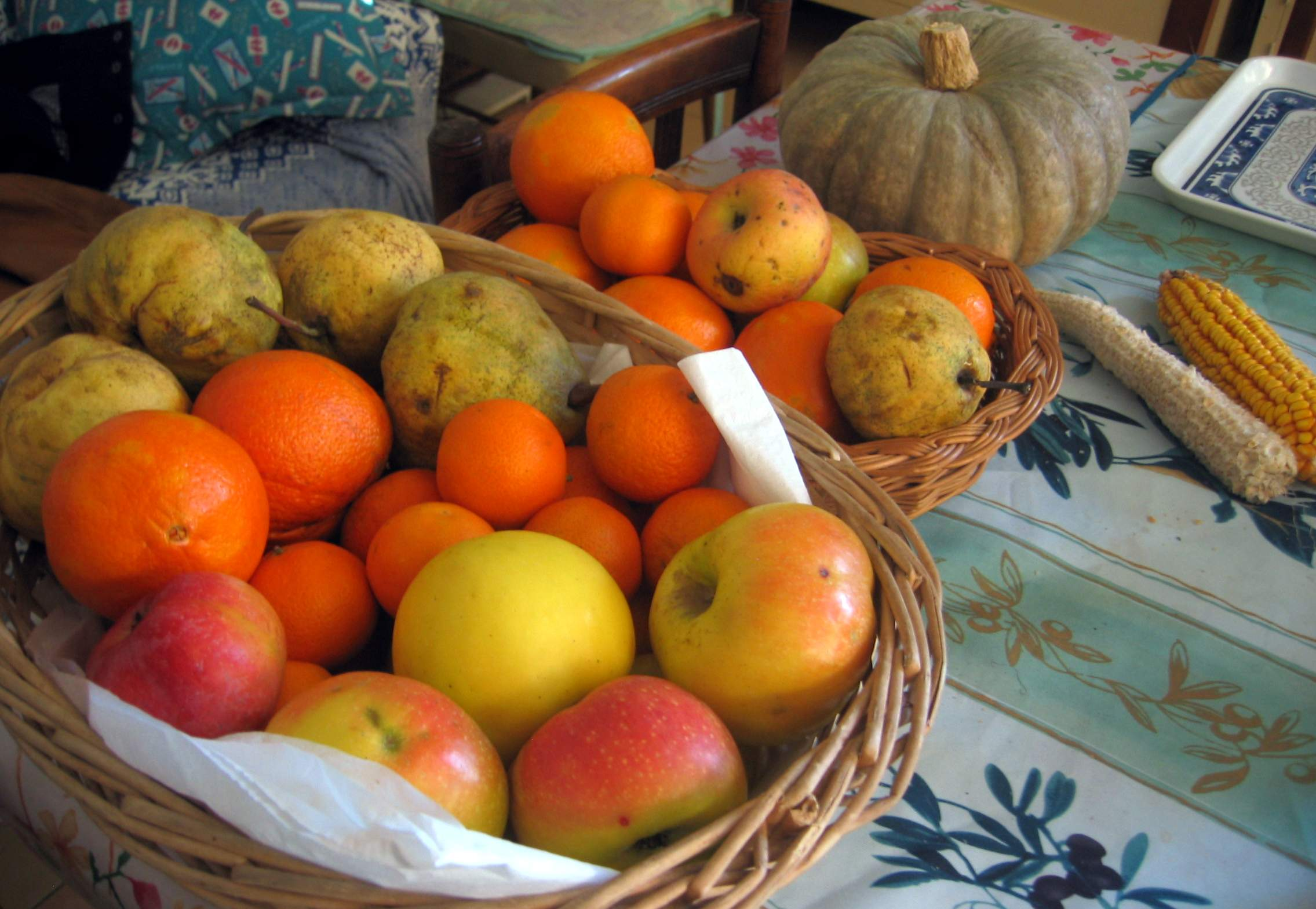
Detalle del postre tras las gachas de panizo.
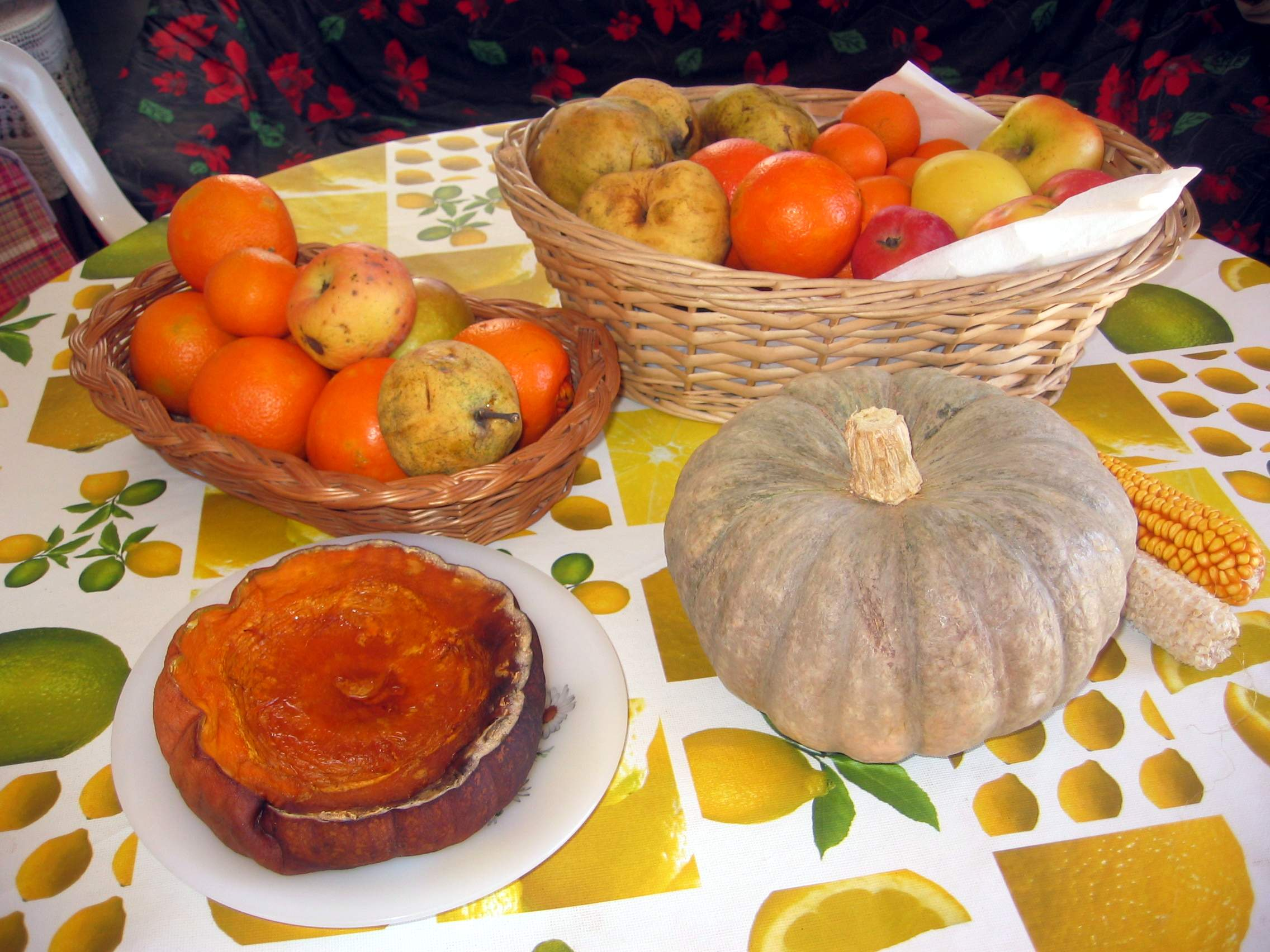
Detalle del postre tras las gachas de panizo.